# Tajpej
Tajpej (hagyományos kínai írással 臺北, pinjin: Táiběi, IPA tʰǎipèi) a Kínai Köztársaság de facto fővárosa Tajvanon. A Kínai Köztársaság politikai, kereskedelmi, tömegkommunikációs, oktatási és pop-kulturális központja, 2022-ben ún. alfa– világvárosnak tartották. Népessége 2024. márciusban 2 509 740 fő volt. Tajpej, Hszinpej (Xinbei) és Csilung városa együtt alkotják a Tajpej–Csilung nagyvárosi körzetet (Tajpej-Csilung Tuhujcsü (Táiběi-Jīlóng Dūhùiqū)), melynek együttes népessége 6 776 264 fő.
Tajpejben található a Nemzeti Palotamúzeum és a Tajvani Nemzeti Egyetem, a város legmagasabb épülete a Taipei 101 felhőkarcoló. A várost két repülőtér szolgálja ki, a Tajpej Szungsan repülőtér és a távolabb fekvő Taojüan nemzetközi repülőtér.
Tajpejt a 18. század elején alapították, a 19. századra fontos kereskedelmi csomópont lett, 1886-ban a kínai Csing-dinasztia (Qing-dinasztia) Tajvan tartomány székhelyévé tette. Amikor a japánok 1895-ben a birodalomhoz csatolták Tajvan szigetét, Tajpej megtartotta székhelyi státusát. 1945-ben a város a Kínai Köztársaság fennhatósága alá került, a kínai polgárháborút követően a Kuomintang ide vonult vissza, majd 1949-ben a Kínai Köztársaság ideiglenes fővárosává tette Tajpejt.

## Latin betűs átírása
A város nevének hivatalos latin betűs átírása Taipei, mely a kínai írásjegyek Wade-Giles-átírásából (T'ai-pei) ered. 2009 óta Tajpejben a hanjü pinjin-átírás a hivatalos, az utcaneveket is így írják át. Pinjin átírásban a város latin betűs neve Táiběi lenne, a város vezetősége azonban úgy döntött, megtartják a már megszokott és nemzetközivé vált Taipei változatot. A város nevének hivatalos magyar átírása Tajpej, a Földrajzinév-bizottság döntése alapján.

## Története

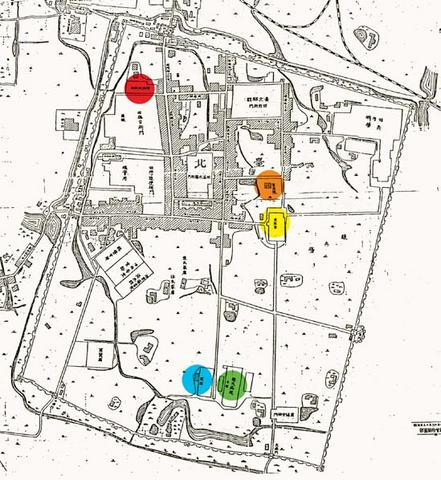
A régi Tajpej városfalai és kapui

A Tajpeji-medenceként ismert vidék a 18. századig a ketagalan népcsoport otthona volt, kínai hanok csak 1709-ben kezdtek itt letelepedni, majd a 19. század végére a hely a Tajvan északi részén élő hanok központjává vált. Ezen a területen több kisebb település is feküdt, közülük ekkorra nőtt meg a jelentősége a külföldiekkel történő kereskedelemre kijelölt Tamsui kikötőjének is, a gazdasági fellendülés elsősorban a kikötőnek és a tea kivitelének volt köszönhető. 1875-ben Chengnei (a belső város) néven egyesült két virágzó település, Bangkah és Twatutia. A tartományi határmódosítással területileg megnövekedett Tajpeji prefektúra székhelyévé vált, itt emelték a kormányzati épületeket.
A szomszédos Tajpej csak egy vidéki, ideiglenes megyeszékhely volt, de 1894-ben hivatalosan is Tajvan fővárosává tették.
- Az első kínai-japán háború eredményeként a Kínai Császárság átengedte a szigetet a Japán Birodalomnak 1895-ben. A sziget kínai hivatalnokai erre válaszul kihirdetik a Tajvani Köztársaság megalakulását, amit a sziget japán katonai megszállása követ. A japán gyarmati kormányzat Tajpejben rendezkedett be, japán neve pedig Taihoku lett.
- A japán uralom alatt, 1920-ban csatolták hozzá Bangka, Dadaocheng és Chengnei városát több, kisebb településsel együtt, majd 1938-ban a keletre fekvő Matsuyama-t.
- Miután a japánok vesztesen kerültek ki a második világháborúból, a sziget visszakerült Kínához, Tajvant a kínai nacionalisták, a Kuomintang csapatai szállták meg.
- 1949. december 7-én Csang Kaj-sek Tajpejt tette meg a Kínai Köztársaság ideiglenes fővárosává, miután a kommunisták kiszorították csapatait a szárazföldi Kínából.
- (A Kínai Népköztársaság a mai napig úgy tekint Tajpejre mint Tajvan nevű tartományának megyeszékhelyére)
- 1968-ban csatolták hozzá Shilin, Beitou, Neihu, Nangang, Jingmei és Muzha településeket.
- 1990-ben alakult ki jelenlegi, 12 kerületből álló szerkezete.

## Földrajza
A város Tajvan szigetének északi részén elterülő Tajpeji-medencében fekszik. Délről a Hszintien (Xindian) folyó, nyugatról a Tansuj (Danshui) folyó határolja. Az északi negyedek (Silin (Shilin) és Pejtou (Beitou)) a Csilung (Keelung) folyótól északra fekszenek és a Jangmingsan (Yangmingshan) Nemzeti Parkkal határosak. A tajpeji-medencét hegyek veszik körül, a legmagasabbak a várostól északkeletre elterülő Tatun (Datun)-hegy és a Csisin (Qixin)-hegy; mindkettő 1000 méternél magasabb. Utóbbi a Tatun (Datun) vulkáni hegyvonulat legmagasabb hegye, itt a vulkáni tevékenység testközelből is megfigyelhető a hőforrásoknak és az úgynevezett fumaroláknak köszönhetően.

### Éghajlata
Tajpej nedves szubtrópusi éghajlata meleg és párás, egész évben jelentős csapadékkal. Gyakoriak a tájfunok, a telek enyhék és rövidek, a nyarak hosszúak és forróak.
| Hónap                          | Jan. | Feb. | Már. | Ápr. | Máj. | Jún. | Júl. | Aug. | Szep. | Okt. | Nov. | Dec. | Év   |
| ------------------------------ | ---- | ---- | ---- | ---- | ---- | ---- | ---- | ---- | ----- | ---- | ---- | ---- | ---- |
| Átlagos max. hőmérséklet (°C)  | 19,1 | 19,6 | 22,1 | 25,7 | 29,2 | 32,0 | 34,3 | 33,8 | 31,1  | 27,5 | 24,2 | 20,7 | 26,6 |
| Átlaghőmérséklet (°C)          | 16,1 | 16,5 | 18,5 | 21,9 | 25,2 | 27,7 | 29,6 | 29,2 | 27,4  | 24,5 | 21,5 | 17,9 | 23,0 |
| Átlagos min. hőmérséklet (°C)  | 13,9 | 14,2 | 15,8 | 19,0 | 22,3 | 24,6 | 26,3 | 26,1 | 24,8  | 22,3 | 19,3 | 15,6 | 20,4 |
| Átl. csapadékmennyiség (mm)    | 83   | 170  | 180  | 178  | 235  | 326  | 245  | 322  | 361   | 149  | 83   | 73   | 2405 |
| Havi napsütéses órák száma     | 81   | 71   | 90   | 93   | 114  | 122  | 179  | 189  | 154   | 124  | 99   | 91   | 1405 |
| Forrás: Central Weather Bureau |      |      |      |      |      |      |      |      |       |      |      |      |      |

## Közigazgatás

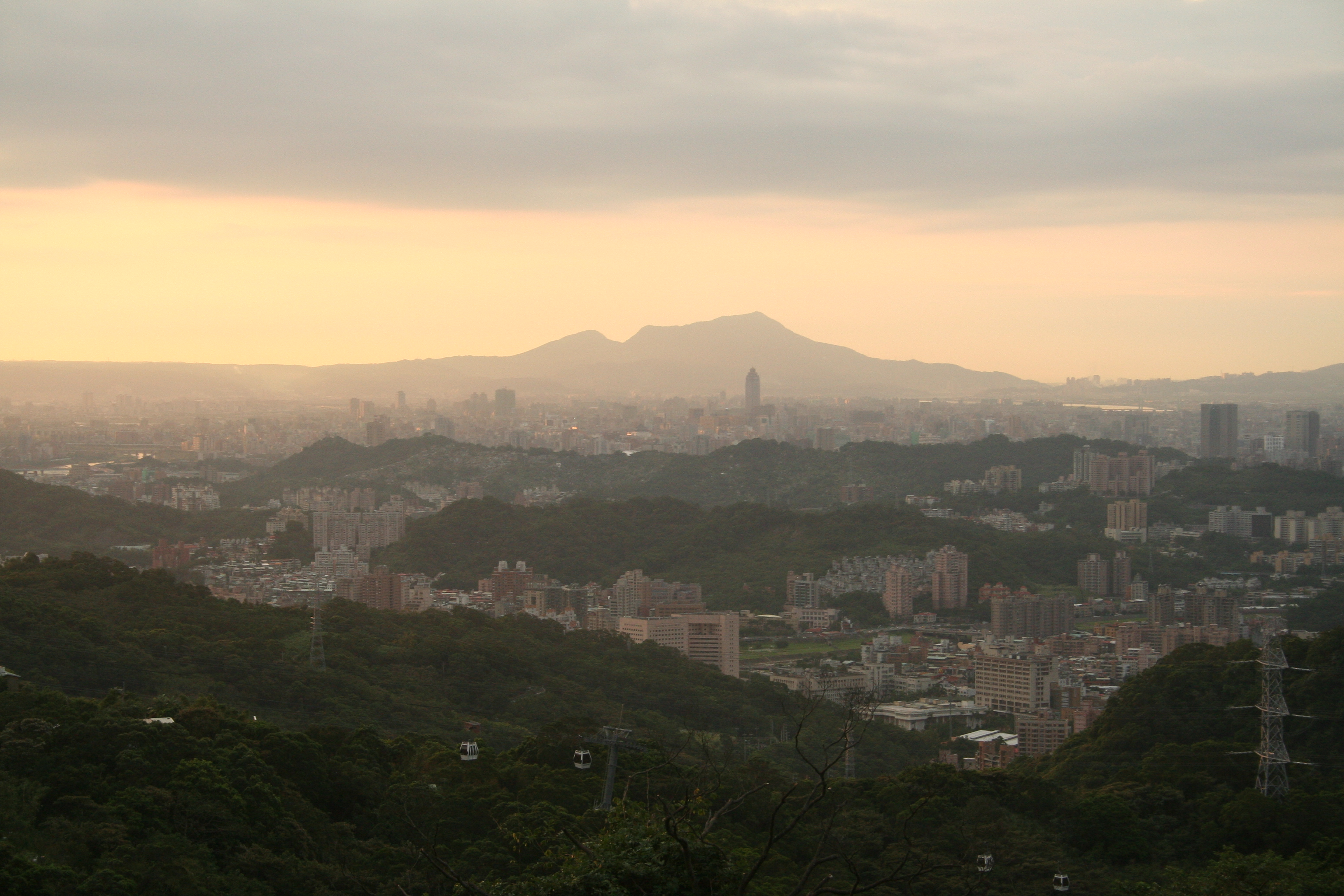
Tajpej látképe Maokong teaültetvényeiről

Tajpej városának tizenkét kerülete (區 csü (qu)) van. Ezeket tovább osztják falvakra (里 li (lǐ)), melyek további alegységekből, úgynevezett linekből (鄰) állnak.
|              | Kerület (區) |          |             |            | Népesség (2009) | Terület (km²) | Ir.sz. |  |
|              | Pinjin       | Magyaros | 漢字        | Wade-Giles |                 |               |        |  |
| ■ Běitóu     | Pejtou       | 北投區   | Pei-t'ou    | 249 319    | 56,8216         | 112           |        |  |
| ■ Shìlín     | Silin        | 士林區   | Shih-lin    | 285 459    | 62,3682         | 111           |        |  |
| ■ Dàtóng     | Tatung       | 大同區   | Ta-t'ung    | 124 466    | 5,6815          | 103           |        |  |
| ■ Zhōngshān  | Csungsan     | 中山區   | Chung-shan  | 218 551    | 13,6821         | 104           |        |  |
| ■ Sōngshān   | Szungsan     | 松山區   | Sung-shan   | 209 903    | 9,2878          | 105           |        |  |
| ■ Nèihú      | Nejhu        | 內湖區   | Nei-hu      | 267 120    | 31,5787         | 114           |        |  |
| ■ Wànhuá     | Vanhua       | 萬華區   | Wan-hua     | 190 050    | 8,8522          | 108           |        |  |
| ■ Zhōngzhèng | Csungcseng   | 中正區   | Chung-cheng | 159 464    | 7,6071          | 100           |        |  |
| ■ Dà'ān      | Ta'an        | 大安區   | Ta-an       | 313 371    | 11,3614         | 106           |        |  |
| ■ Xìnyì      | Hszinji      | 信義區   | Hsin-yi     | 227 232    | 11,2077         | 110           |        |  |
| ■ Nángǎng    | Nankang      | 南港區   | Nan-kang    | 113 462    | 21,8424         | 115           |        |  |
| ■ Wénshān    | Vensan       | 文山區   | Wen-shan    | 261 523    | 31,5090         | 116           |        |  |

## Gazdaság

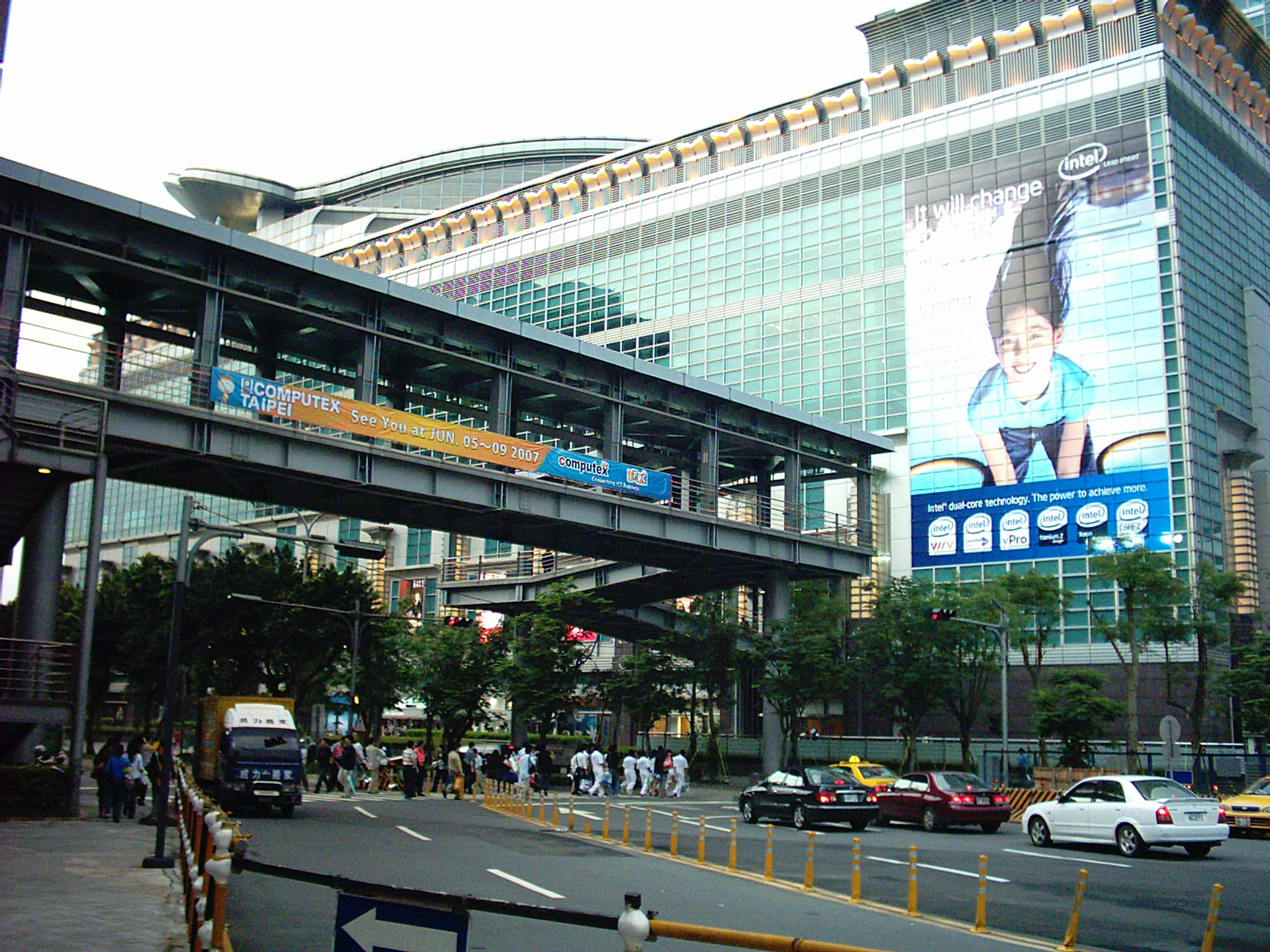
A Taipei World Trade Center

A városban működő fontosabb iparágak közé tartozik az elektromos és elektronikus felszerelések gyártása, a textilipar, a fémipar, a hajóépítés és a motorkerékpár-gyártás.
Tajvan fővárosaként Tajpej az ország ipari, pénzügyi központja és a gyors gazdasági fejlődés egyik motorja, miközben mára a világ egyik legjelentősebb high-tech technológiai központjává vált.
Az úgynevezett délkelet-ázsiai Kis Tigrisek közé tartozó ország felvirágzása a városból indult az 1960-as években, a nagy számú külföldi befektetőknek köszönhetően. Tajpej pénzügyi erejét jelzi, hogy a világ egyik legnagyobb tőzsdéje működik a városban, melynek forgalma 1999-ben 500 milliárd amerikai dollár volt.
- A gazdasági fejlődés egyik jelképét, a Taipei World Trade Centert 1985-ben nyitották meg.
- A város modern pénzügyi központja a Xinyi negyedben található, irodaházakkal, szállodákkal, konferenciaközpontokkal.
- Ma a világ több mint 100 vezető tajvani és multinacionális cégének helyi vagy regionális központja a városban található.

## Népesség
| Lakosok száma | 2 634 614 | 2 627 138 | 2 616 375 | 2 629 269 | 2 607 428 | 2 673 226 | 2 702 315 | 2 695 704 | 2 668 572 | 2 504 731 |
|               | 2001      | 2003      | 2005      | 2007      | 2009      | 2012      | 2014      | 2016      | 2018      | 2024      |

## Közlekedés

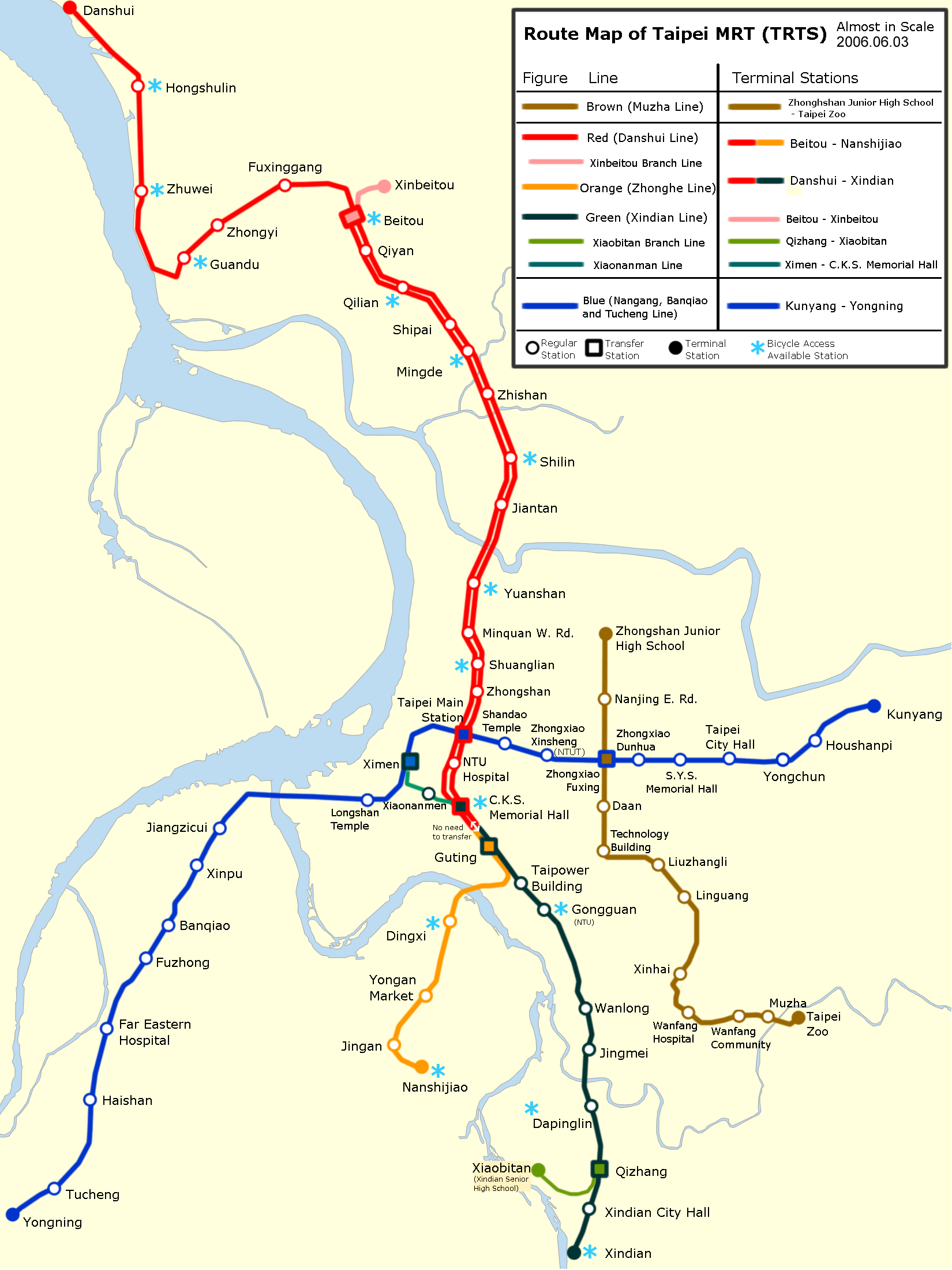
A tajpeji metróhálózat

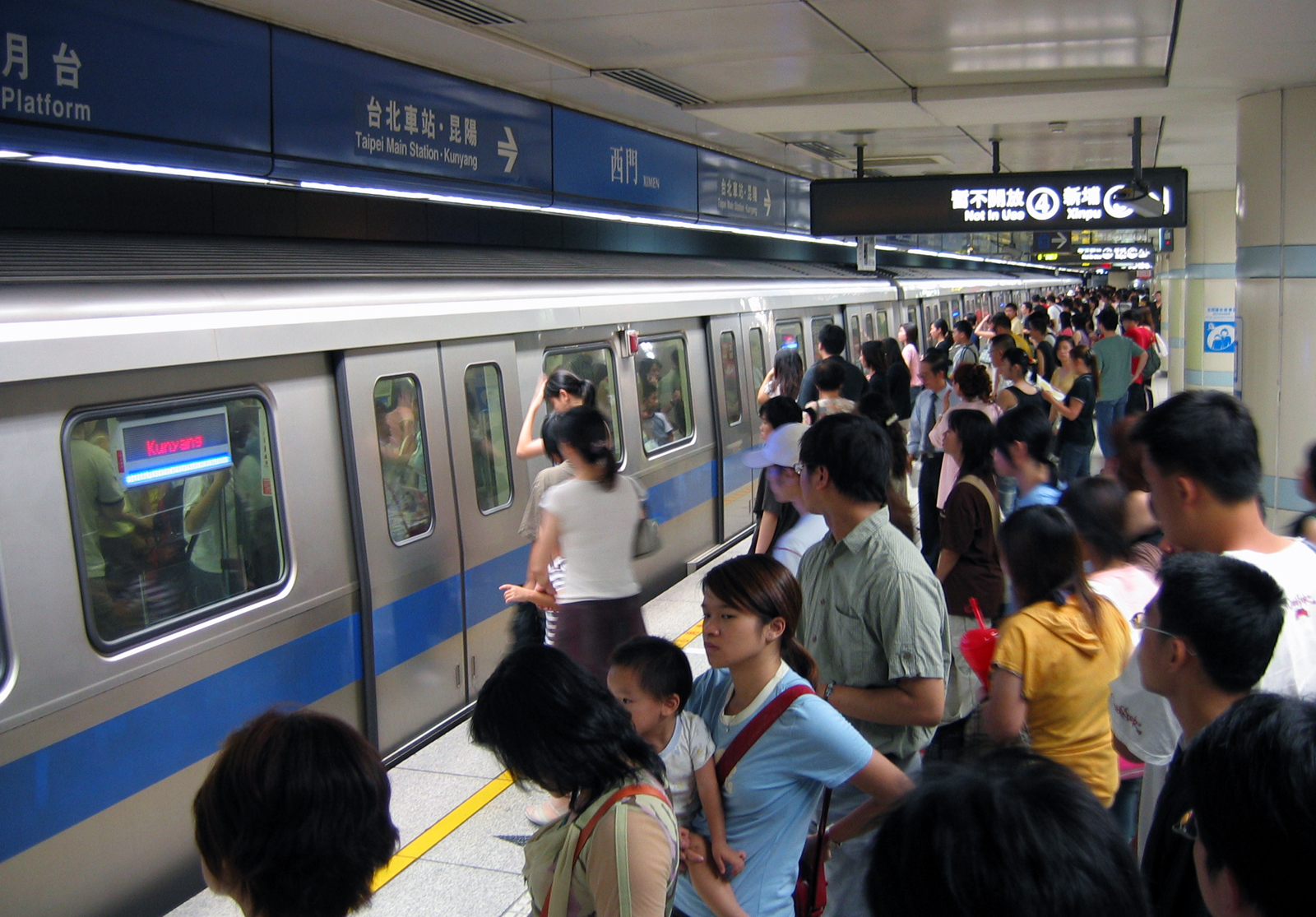
A Ximen metróállomás

- A nemzetközi repülőjáratokat a Taoyuan International Airport fogadja, míg a város középső részén fekvő Songshan Airport jórészt a belföldi járatokat.
- Tajpej tömegközlekedésének gerince a Metro Taipei (más néven Mass Rapid Transit, MRT). A nagyrészt föld alatt futó hálózat kétfajta vonalból áll: hagyományos metróvonalakból és - szintén a jórészt a föld alatt futó - villamosvonalakból.
- A városi gyorsmetró (Taipei Rapid Transit System, TRTS) a valaha megépített egyik legdrágább tömegközlekedési konstrukció, melynek csak a kezdeti szakasza 18 milliárd amerikai dollárba került. Ezért cserébe a metropolisz egyik végéből a másikba történő utazás korábbi több mint három órás időtartama hatvan perc alá csökkent. Segítségével csökkent a zsúfoltság is, a megállók hatására egész városrészek születtek újjá és a turisták felfedezték az olyan, Tajpej szélein fekvő városokat is, mint például Danshui. A hálózat 2007-re már 7 vonalból állt, ami összesen 77 km-nyi alagutat és 69 állomást jelent, napi 1 099 468 utassal.
- A Tajvani Főpályaudvarnál (Taipei Main Station) fut össze a városi buszközlekedés, a metró, a tajvani vasút és a Tajvani nagysebességű vasút, ezzel a város egyik meghatározó tömegközlekedési csomópontja.
- A Tajvani nagysebességű vasút 2007-ben indult útjára, az expresszvonal végigfut az egész országon, 60%-kal csökkentve a menetidőt a hagyományos vonatokhoz képest.
- A városi buszhálózat Tajpej azon részeit fedi le, melyeket a földalatti nem érint. Egyes buszokon felszálláskor, másokon leszálláskor kell fizetni. A helyi bérletet, mely érvényes a buszokra és a földalattira is, ellenőrzésre elő sem kell venni, elég áthaladni velük az állomások kapuin, vagy a buszok ellenőrző szenzorai előtt.
- A városi rendszer része a 2007. július 4-én átadott Maokong Gondola, a panorámás kabinokból álló felvonó a Tajpeji Állatkertet köti össze a Zhinan templommal és Maokonggal.
- Tajpejben mindenütt találkozhatunk motoros robogókkal (mint ahogyan egész Tajvanon). Ezekre nem vonatkozik a tajvani közlekedési szabályzat, sőt, egy mai napig élő joghézag miatt egy robogó és egy másik jármű közötti balesetnél automatikusan a másik jármű vezetője a vétkes.

## Nevezetességek és látnivalók

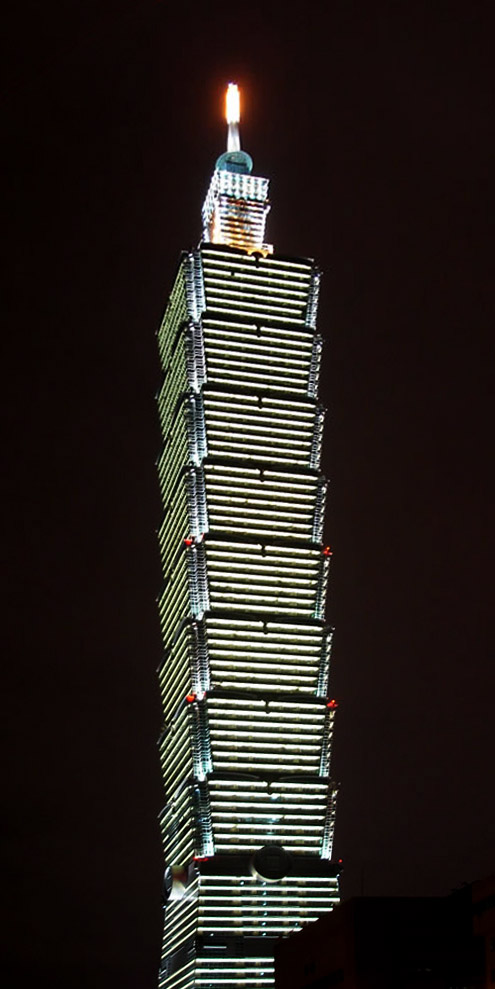
A Taipei 101 este

A városi gyorsmetróval (Metro Rapid Transit System, MRT) szinte minden fontosabb nevezetesség könnyedén elérhető. Mind a földalatti, mind a felszíni tömegközlekedés turistabarát, a megállók nevét angolul és kínaiul is feltüntetik, valamint mindkét nyelven bemondják. A városi hálózat jól szervezett, jól kiépített, és olcsónak mondható. A város rendelkezik a világ legnagyobb internet-lefedettségével, Tajpejben több mint 20 000 Wi-Fi hot spot található.

### A Taipei 101
A felhőkarcoló 2009-ig a világ legmagasabb befejezett felhőkarcolója volt, amely a város jelképévé vált a maga 101 emeletével (magasság tekintetében 2007. július 21-én megelőzte az Egyesült Arab Emírségek fővárosában, Dubajban található Burdzs Kalifa).
A 449 méter magas épület büszkélkedhet a világ leggyorsabb toronyházi liftjével is, melynek sebessége 60,4 km/h.

### A Csang Kaj-sek-emlékcsarnok
A Csang Kaj-sek-emlékcsarnok a Kínai Köztársaság (ROC) korábbi elnöke, Csang Kaj-sek előtt tisztelgő emlékmű. Hosszas viták és tiltakozások után nevezte át 2007. május 19-én a hivatalban lévő tajvani elnök, Chen Shui-bian. Új neve National Taiwan Democracy Memorian Hall. Az emlékmű óriási parkjában, illetve a hozzá tartozó hatalmas téren található a Tajvani Nemzeti Színház, valamint a Nemzeti Koncertcsarnok.

### Az Elnöki Palota
A Zhongzhen negyedben található Elnöki Palota (korábbi nevén Chieh Shou Hall) 1950 óta a mindenkori államelnök székhelye. A japán megszállás alatt (1895-1945) a szigetet irányító kormányzó lakta.

### A Szun Jat-szen-emlékcsarnok
Szun Jat-szent tartják a köztársaság megteremtőjének, ő a „forradalom atyja”, a Csing-dinasztia bukása utáni első ideiglenes elnök. Az emlékére emelt épületet 1972. május 16-án adták át. Napjainkra többcélú intézménnyé vált, a tajvaniak egyik kulturális, oktatási és közösségi központja. Rövid sétára található a Taipei 101-től.

### Éjszakai piacok és a bevásárlónegyed

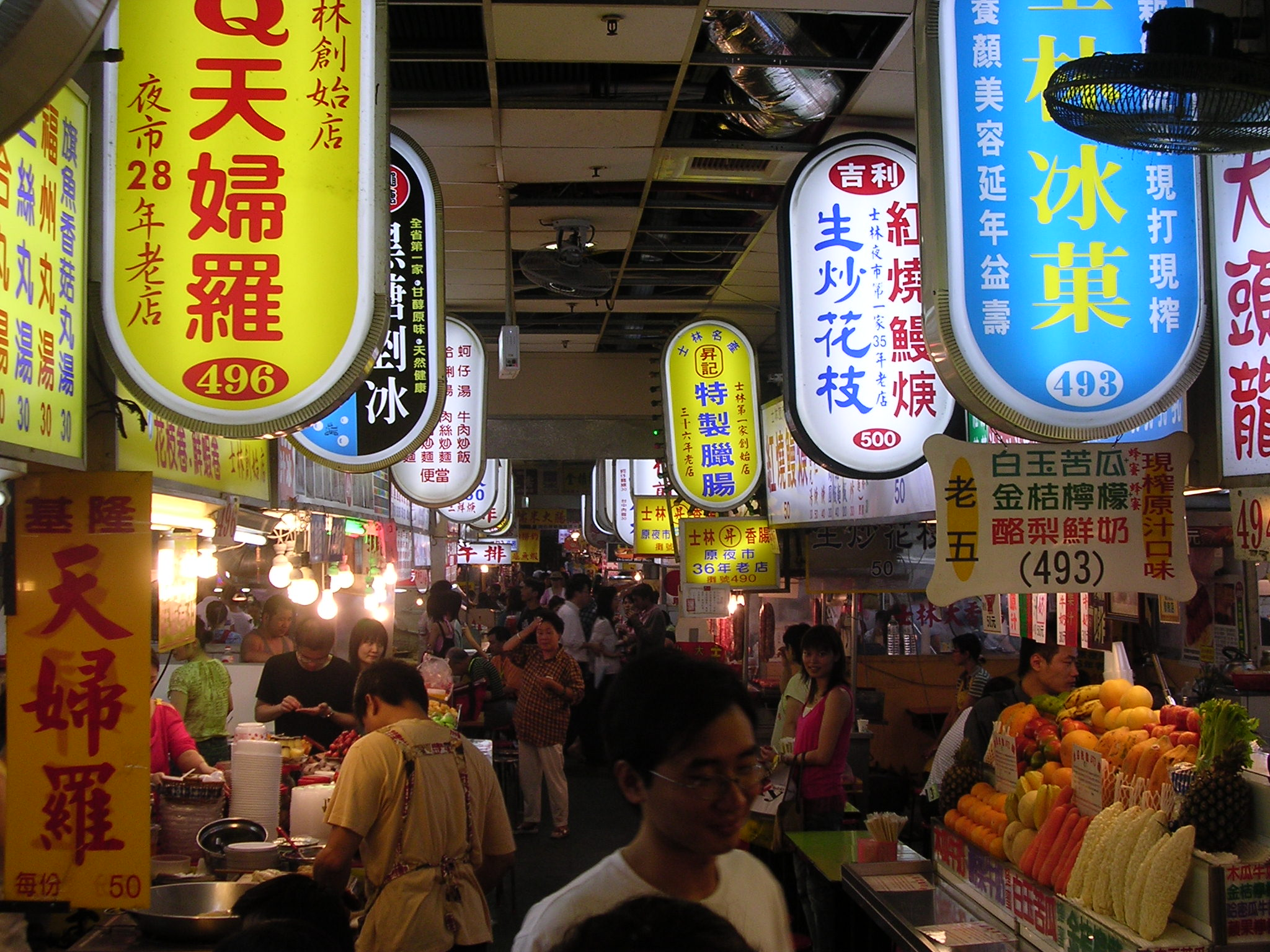
A Shilin éjszakai piac

Tajpejben sok az úgynevezett éjszakai piac, ezek közül is a leghíresebb a Shilin. A Shilin piac estére zsúfolásig megtelik. Tajvanon az éjszakai piacok rendszerint délután 4 körül nyitnak, amikor az iskolások indulnak hazafelé, a piaci csúcsidő este 8 és 11 között van.
Az üzletek hajnali 1 és 2 között zárnak.
- A Shilin piac a legnagyobb és leghíresebb éjszakai piac, annak köszönhetően, hogy ez az éjszakai élet egyik közép- és kiindulási pontja mind a helyiek, mind a turisták körében.
- Számtalan vendéglátóhely és kis kifőzde adja a hely hangulatát.
- A piac a Jiantan metrómegálló közelében fekszik.
- A híres Ximending utcában található a legtöbb színház, a szórakozó-negyed az 1930-as évektől népszerű.

A Shilin mellett a nagyobb piacok közé tartozik a Taipei Underground Market, a Zhongshan Metro Mall, a Dihua és a Guanghua bazár.

### Múzeumok

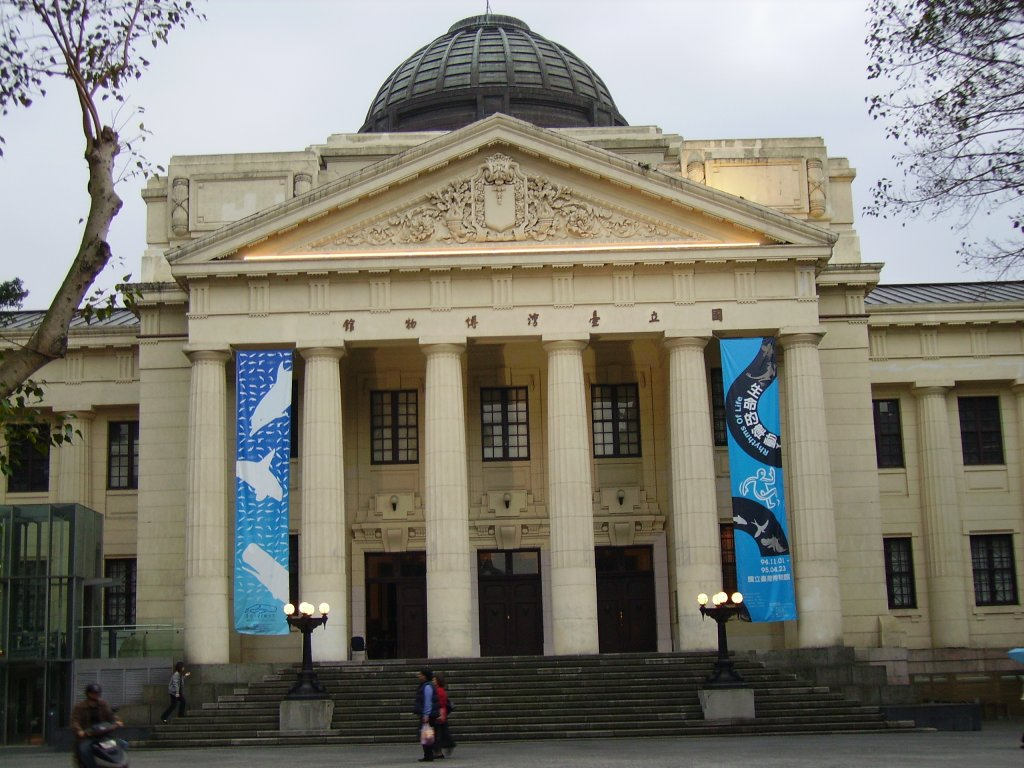
A Tajvani Nemzeti Múzeum

- A Tajvani Nemzeti Múzeum az ország legrégebbi múzeuma, melynek létrehozását a japán gyarmati kormányzat rendelte el. 1908. október 24-én nyitotta meg kapuit, eredetileg azzal a céllal, hogy emléket állítson az országot átszelő vasútvonal megépítésének. Az akkor még Kormányzói Múzeumnak keresztelt épület 10 000 darabból álló gyűjteménye hamar kinőtte a rendelkezésre álló helyet, helyette 1915-ben emelték a ma is látható palotát.
- A Tajvani Szépművészeti Múzeumot 1983. december 24-én adták át, amely az ország első, a modern művészetnek szentelt gyűjteményét mutatja be. A gyűjtemény több mint 3000 műalkotást tartalmaz, többségében tajvani művészektől származó darabokat.
- 2000-ben nyílt meg a Kortárs Művészetek Múzeuma Tajpej régi városházának épületében.
- A Nemzeti Palotamúzeumban található a világ egyik legnagyobb kínai gyűjteménye, mely az ókortól a császárság bukásáig tartó időszakot öleli fel. Sokan összetévesztik a pekingi Tiltott Városban található Palotamúzeummal. Mindkét intézmény annak a gyűjteménynek birtokolja egy-egy részét, amit a kínai polgárháború kettészakított.
- A Fegyveres Erők Múzeuma az ország egyetlen, hadtudománnyal foglalkozó múzeuma.

### A Longshan templom

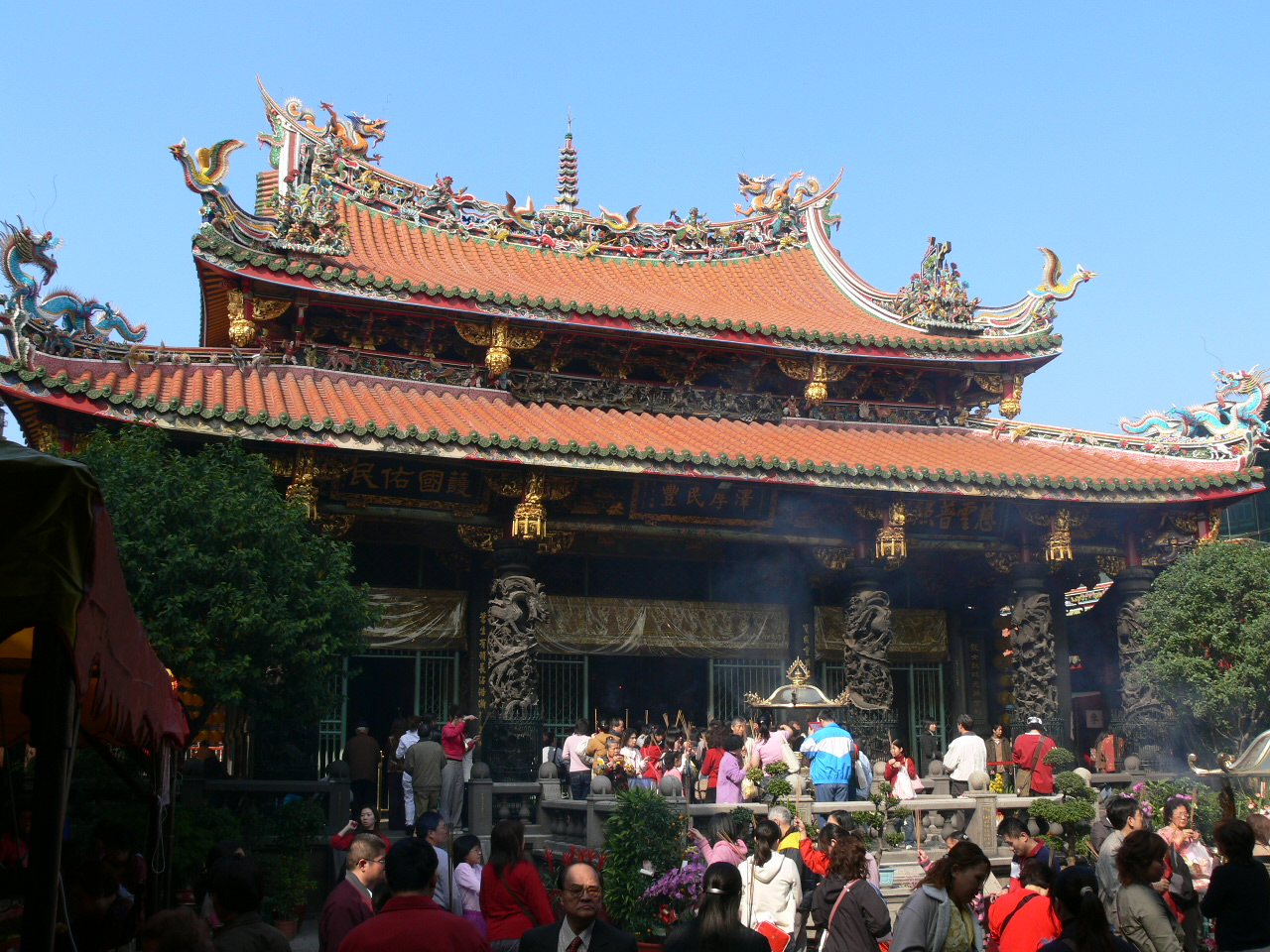
A Longshan templom

A Wanhua negyedben található a város legismertebb temploma. 1738-ban emelték Kína Fucsien (Fujien) tartományából származó bevándorlók, akik vallási helyként és közösségük központjaként is tekintettek rá. Földrengések és tűzvészek következtében többször megsérült, nem egyszer teljesen elpusztult. 1945 tavaszán az amerikai bombázók célpontja lett, mert falai között titkos japán fegyverraktárt sejtettek. Mint mindig, a városiak ismét felépítették, a második világháború után néhány hónappal már újra állt eredeti pompájában a tajpejiek kitartó munkájának köszönhetően. A Lungshan templom a hagyományos tajvani építészet szimbóluma, más régi tajvani épületekhez hasonlóan megőrizte dél-kínai jellegét.
Belső szentélyében keverednek a buddhista, taoista elemek a helyi, Matsu istennőhöz köthető díszítésekkel.

## Képtár

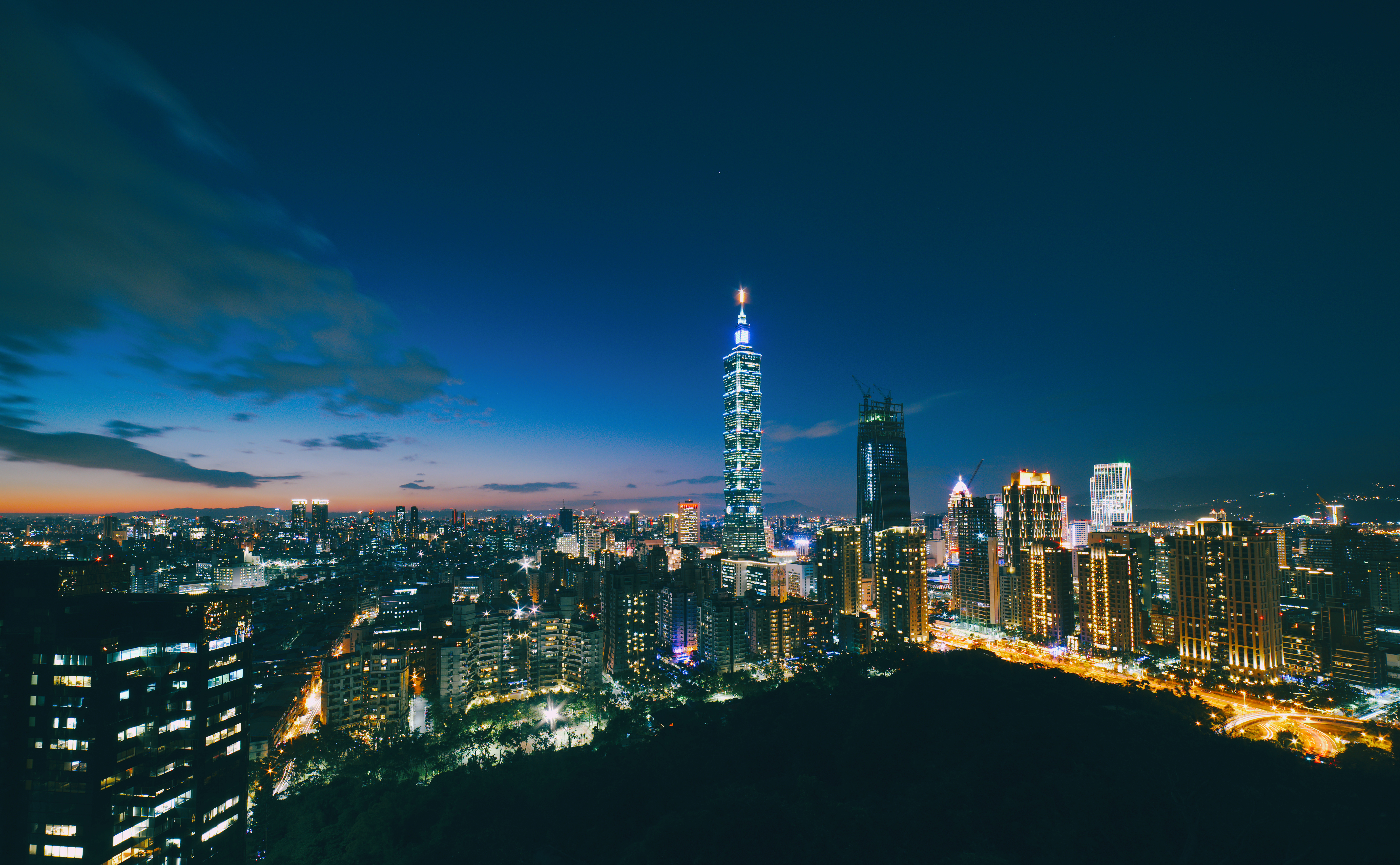
Tajpej este
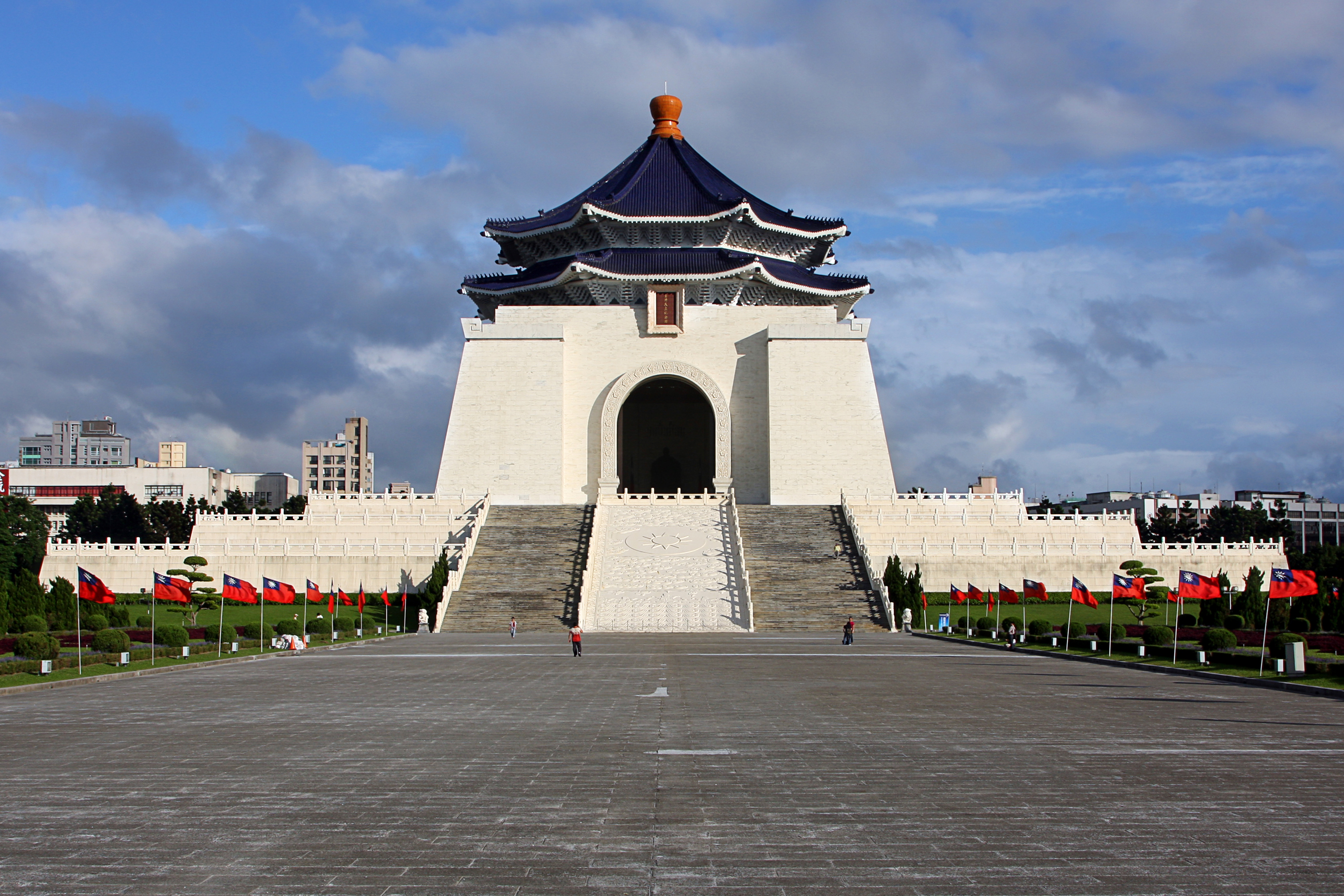
A Csang Kaj-sek-emlékcsarnok
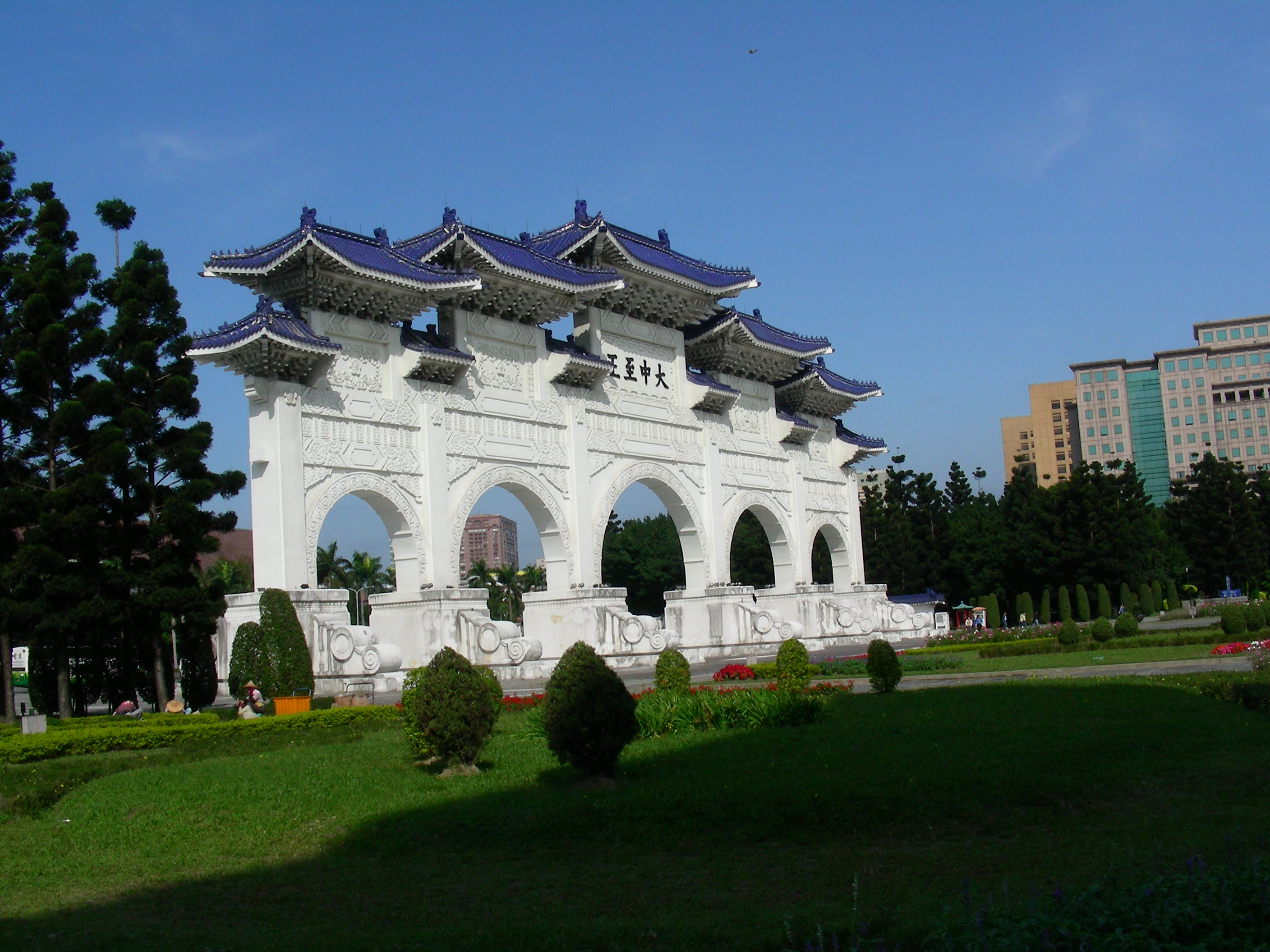
A Csang Kaj-sek-emlékcsarnok bejárata
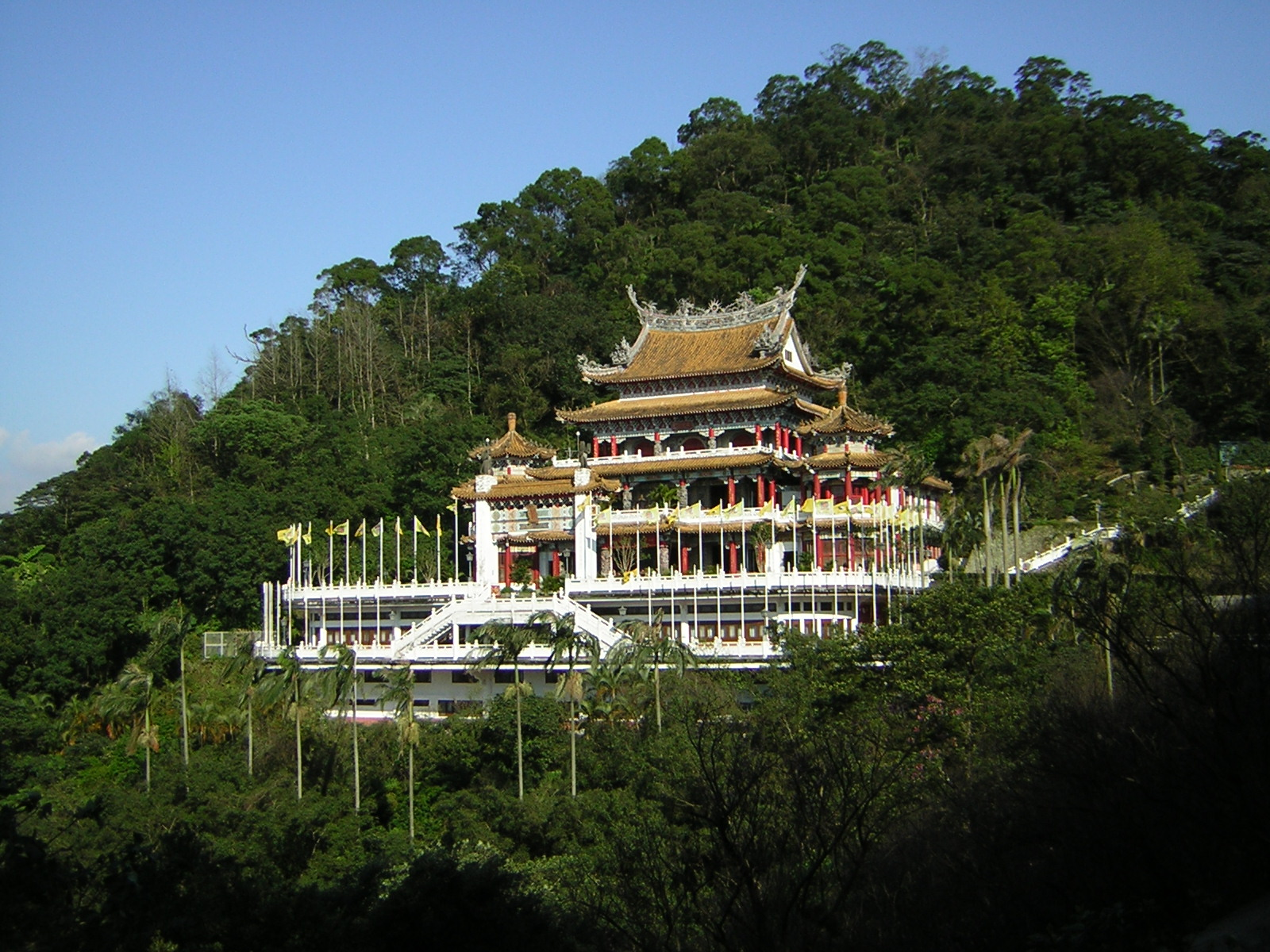
A ZhiNan templom
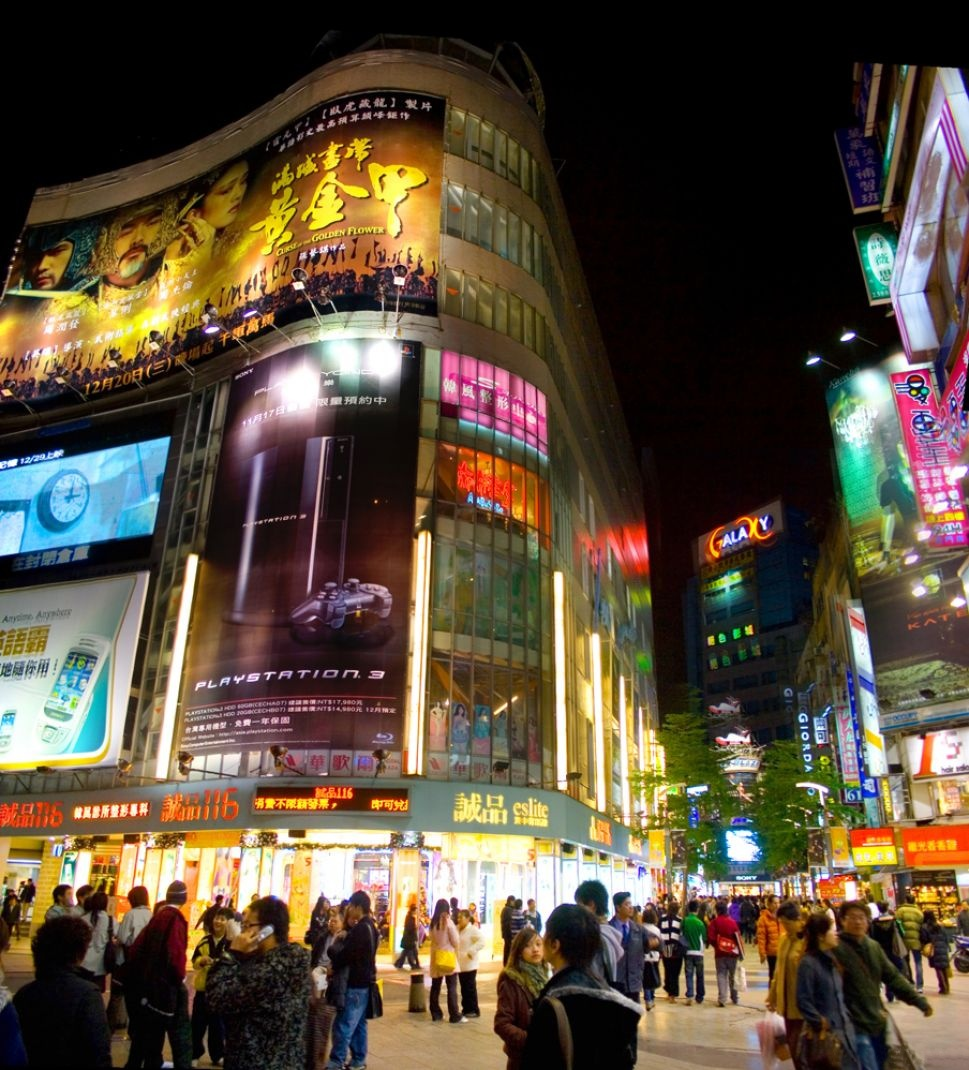
A Ximending negyed este
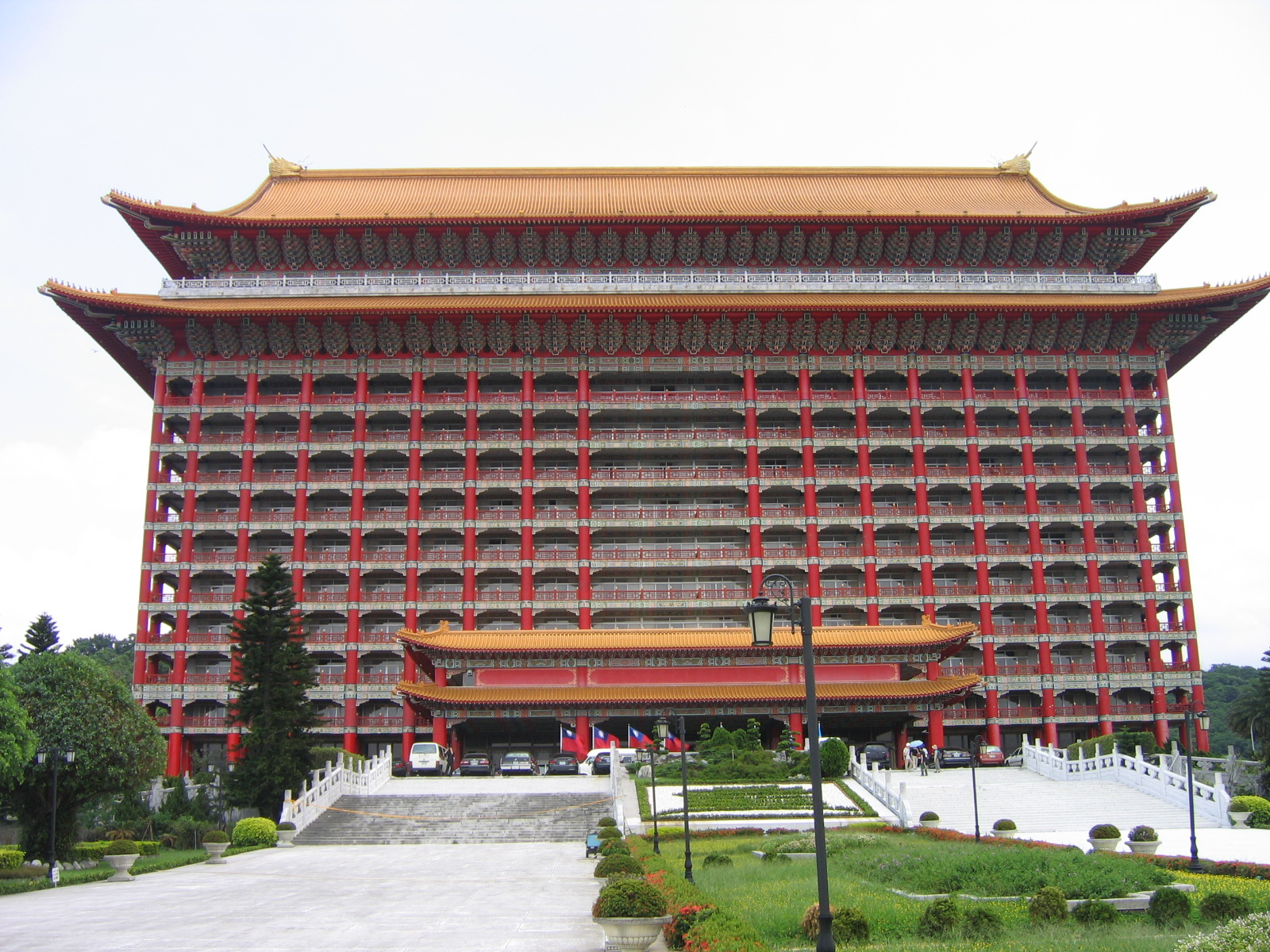
Grand Hotel Taipei
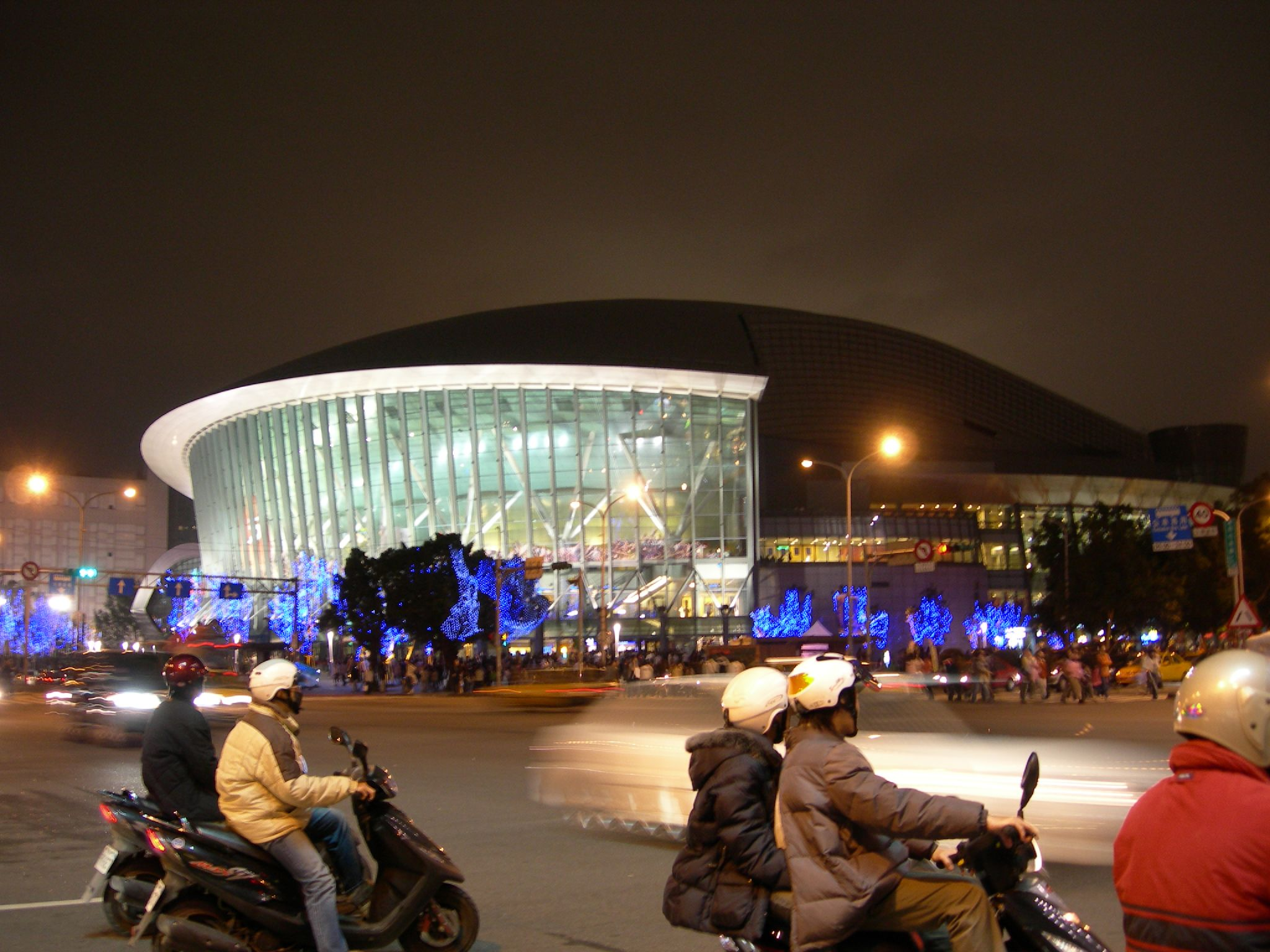
A Taipei Arena
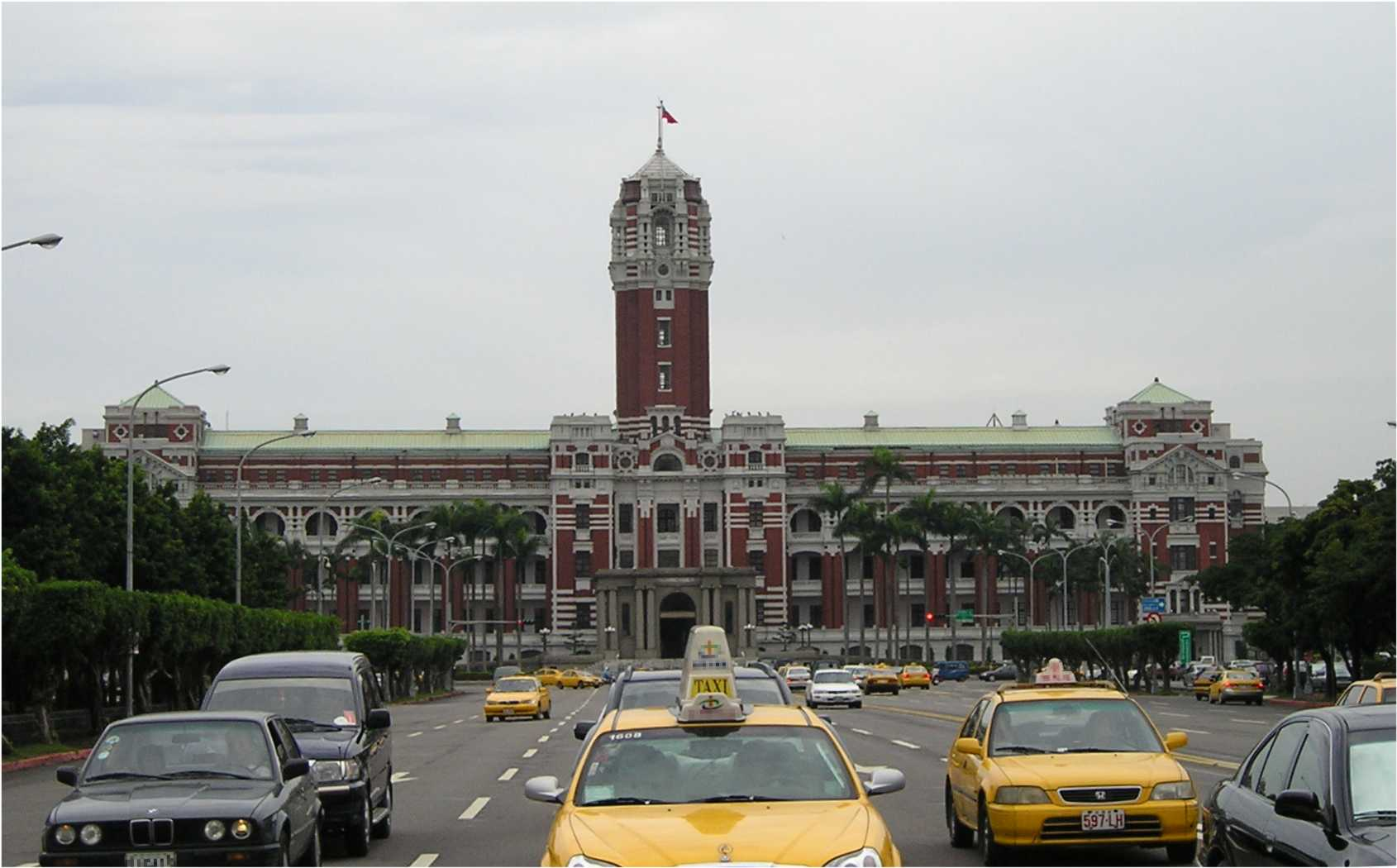
Az elnöki palota

## Testvértelepülések
|  | - Houston, USA (1961) - Lomé, Togo (1966) - Manila, Fülöp-szigetek (1966) - Cotonou, Benin (1967) - Szöul, Dél-Korea (1968) - Quezon City, Fülöp-szigetek (1968) - Ho Si Minh-város, Vietnám (1968) - San Francisco, USA (1970) - Santo Domingo, Dominikai Köztársaság (1970) - Guam, USA (1973) - Tegucigalpa, Honduras (1975) - Cleveland, USA (1970) - Dzsidda, Szaúd-Arábia (1978) - Indianapolis, USA (1978) - Marshall, USA (1978) - Phoenix, USA (1979) - Los Angeles, USA (1979) - Atlanta, USA (1979) - Oklahoma City, USA (1981) - Johannesburg, Dél-Afrika (1982) - Gold Coast, Ausztrália (1982) - Pretoria, Dél-Afrika (1983) - San José de Costa Rica, Costa Rica (1984) |  | - Lilongwe, Malawi (1984) - Versailles, Franciaország (1986) - Asunción, Paraguay (1987) - Panamaváros, Panama (1989) - Managua, Nicaragua (1992) - San Salvador, Salvador (1993) - Varsó, Lengyelország (1995) - Ulan-Ude, Oroszország (1996) - Boston, USA (1997) - Dallas, USA (1997) - Dakar, Szenegál (1997) - Banjul, Gambia (1997) - Bissau, Bissau-Guinea (1997) - Mbabane, Szváziföld (1997) - Ulánbátor, Mongólia (1997) - San Nicolás de los Garza, Mexikó (1997) - La Paz, Bolívia (1997) - Guatemalaváros, Guatemala (1998) - Monrovia, Libéria (1998) - Vilnius, Litvánia (1998) - Majuro, Marshall-szigetek (1998) - Prága, Csehország (2001) - Riga, Lettország (2001) |